# Acis nicaeensis
Acis nicaeensis là một loài thực vật có hoa trong họ Amaryllidaceae. Loài này được (Ardoino) Lledó, A.P.Davis & M.B.Crespo mô tả khoa học đầu tiên năm 2004.

## Hình ảnh

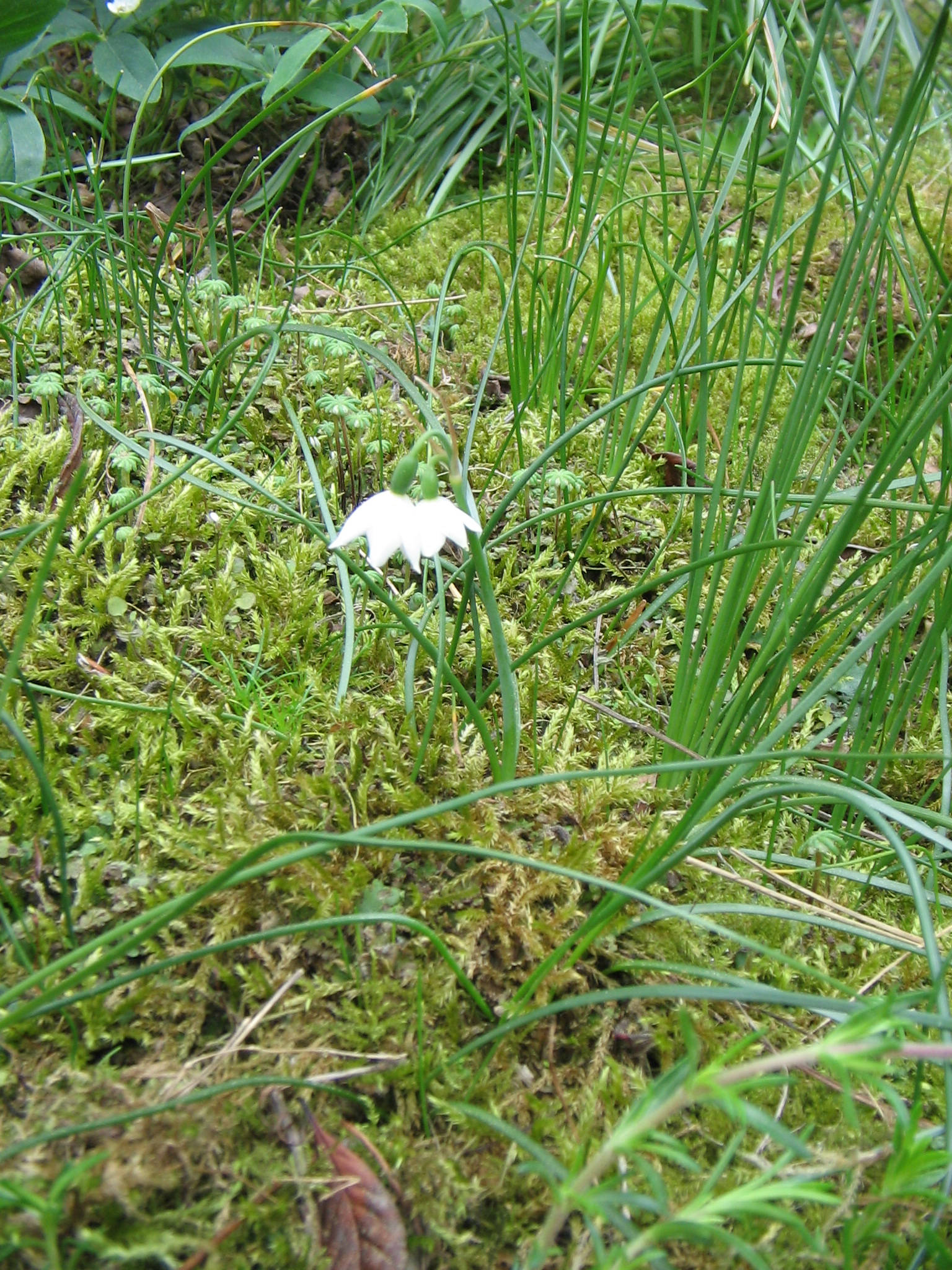
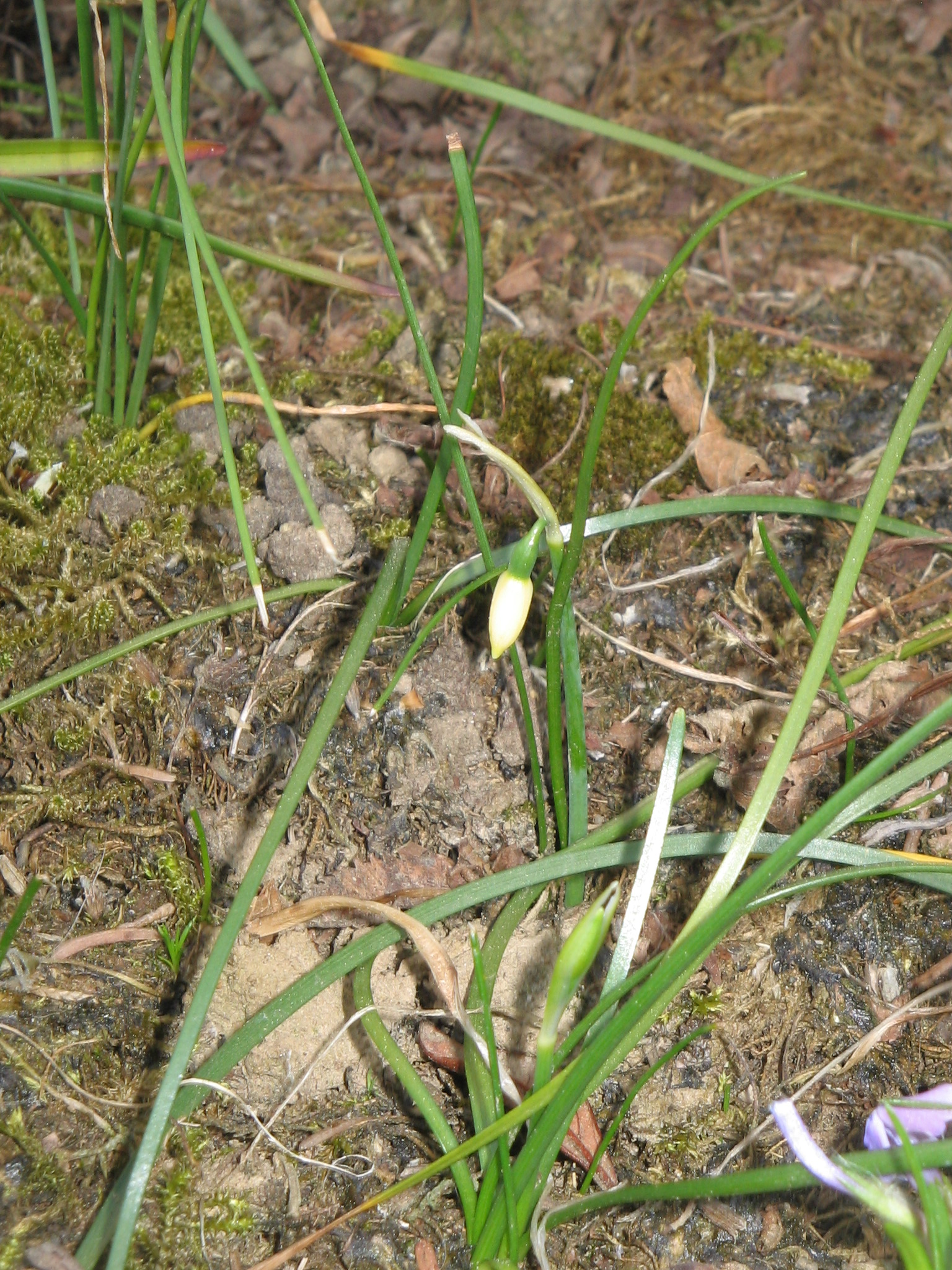
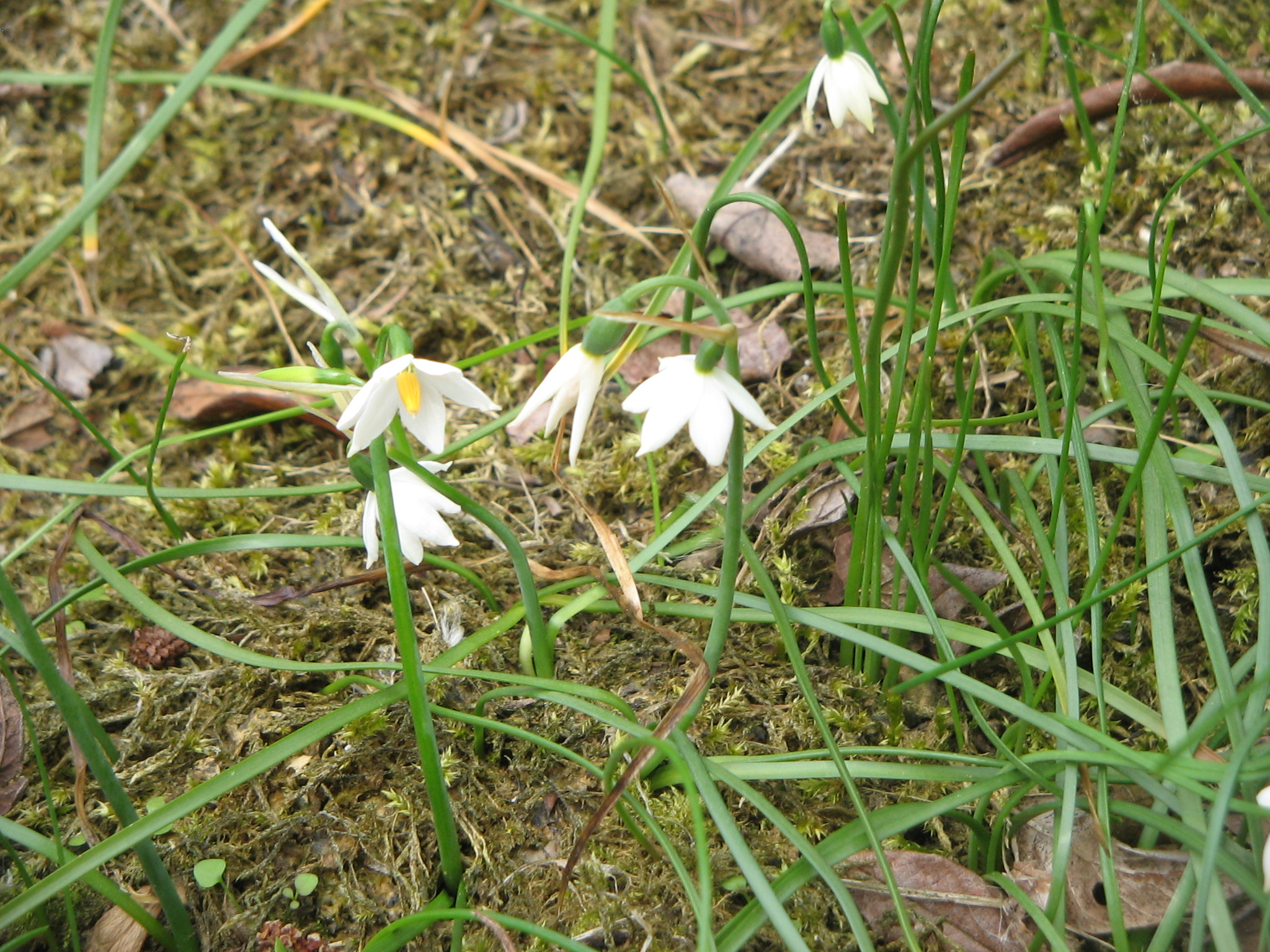
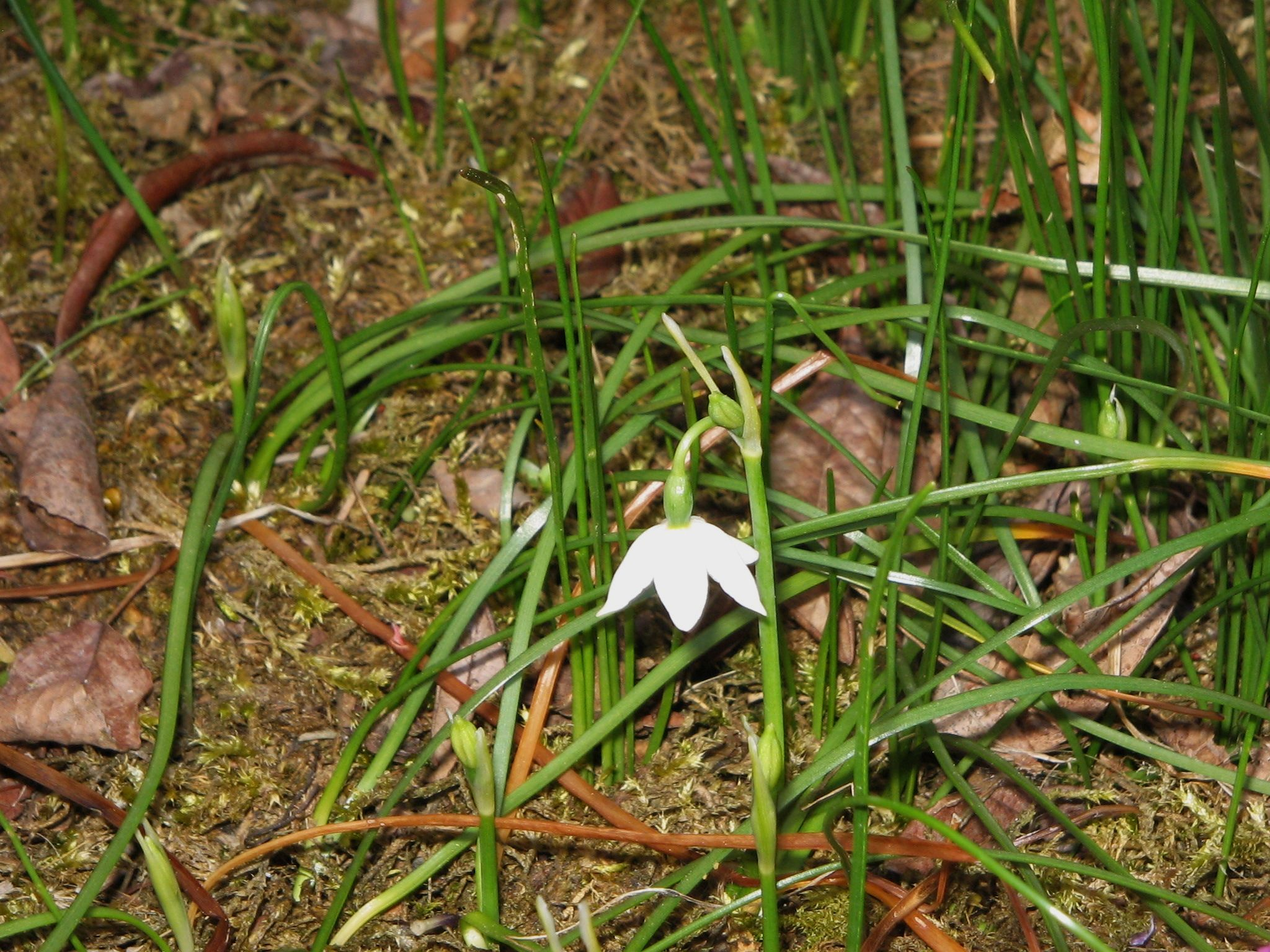